# Konrad Janežič
Konrad Janežič, slovenski pravnik, * 17. februar 1867, Radovljica, Slovenija, † 1945. 

## Življenje
Janežič je študiral pravo na Dunaju, kjer je leta 1889 tudi promoviral. Pripravništvo je opravljal v Trstu in Pulju. Leta 1896 je opravil odvetniški izpit. Odvetniško pisarno je odprl v Kamniku in Voloskem (Hrvaška). V letih svojega delovanja v Voloskem oziroma Opatiji je bil opatijsko-voloski občinski zastopnik in važen sodelavec opatijskega župana Andrije Štangerja. Sodeloval je z Julijem Miranom, Viktorjem Tomičićem in Robertom D'Andrem. Ustanovil je zadrugo Dr. Janežič in tovariši s sedežem v Villi Tiskarna. Po letu 1918 je emigriral v Kraljevino SHS zaradi svojega narodnega udejstvovanja v času Avstro-Ogrske monarhije. Leta 1926 je bil član Vodnikove družbe v Ljubljani.  